# 長崎県道・佐賀県道103号喜内瀬鍋串辻線
長崎県道・佐賀県道103号喜内瀬鍋串辻線（ながさきけんどう・さがけんどう103ごう きないせなべぐしつじせん）は、長崎県松浦市から佐賀県伊万里市に至る一般県道である。

## 概要
長崎県松浦市福島町喜内瀬免から同市福島町鍋串免を経由して、佐賀県伊万里市波多津町に至る。
佐賀県内の区間はごくわずかで、ほとんどの区間が長崎県松浦市の区間にあたる。福島をほぼ一周する県道で、島内を通る唯一の県道である。本道の一部を構成している福島大橋は、陸路で福島へ向かう唯一の手段である。

### 路線データ
- 起点：長崎県松浦市福島町喜内瀬免（福島大橋の西）
- 終点：佐賀県伊万里市波多津町辻（国道204号交点）

## 路線状況

### 道路施設

#### 橋梁
- 長崎県
  - 福島大橋（松浦市 - 佐賀県伊万里市）

## 地理

### 通過する自治体
- 長崎県
  - 松浦市
- 佐賀県
  - 伊万里市

### 交差する道路
| 交差する道路                          | 都道府県名 | 市町村名 | 交差する場所   | 交差する場所 |
| ------------------------------------- | ---------- | -------- | -------------- | ------------ |
| 長崎県道・佐賀県道103号喜内瀬鍋串辻線 | 長崎県     | 松浦市   | 福島町喜内瀬免 | 起点         |
| 国道204号                             | 佐賀県     | 伊万里市 | 波多津町辻     | 終点         |

### 沿線
- 松浦市立福島養源小学校
- 松浦市立福島中学校